# Vilhelmina kommun
Vilhelmina kommun ligger i  länet Västerbottens län i landskapet Lappland i Sverige. Kommunen grænser til kommunerne Storuman, Lycksele, Åsele, Dorotea og Strömsund. Mod nordvest grænser kommunen til Hattfjelldal kommune i Norge. Kommunens administration  ligger i byen Vilhelmina. 

## Samisk sprog
Samisk har status som officielt minoritetssprog i kommunen og Vilhelmina kommune indgår i forvaltningsområdet for samisk sprog i Sverige.

## Geografi
I den vestlige del af kommunen er ligger bjergområdet  Marsfjället, hvis højeste top nå op i 1.589 moh.  Dybt nedskårne dale og langstrakte søer strækker sig sydøstover, og mod sydøst er der store mose- og skovområder. Rendrift, skovbrug og minedrift er vigtige erhverv.
Vilhelmina flyveplads har daglige ruteflyvninger til Stockholm.

## Byer
Byen Vilhelmina er den eneste by i kommunen, og den havde 3.657 indbyggere i 2010. Derudover er der en række mindre bebyggelser med under 150 indbyggere.

## Eksterne kilder og henvisninger
1. ↑  Folkmängd i riket, län och kommuner 30 september 2012 och befolkningsförändringar 1 juli - 30 september 2012. Statistiska centralbyrån (30. september 2012).
2. ↑  Det svenske Språkrådets hjemmesider, om minoritetsspråk
3. ↑  Artikkel om Vilhelmina kommune i snl.no

- Vilhelmina kommunes officielle hjemmeside

- Wikimedia Commons har flere filer relateret til Vilhelmina kommun

64°37′N 16°39′Ø / 64.617°N 16.650°Ø